# Provincia de Sebastián Pagador
Sebastián Pagador es una provincia del departamento de Oruro, en Bolivia, con una población de 13 897 habitantes (INE 2012).
La provincia contiene un solo municipio, Santiago de Huari. Lleva el nombre del patriota del Alto Perú, Sebastián Pagador.

## Historia
Huari fue en tiempos del imperio incaico un núcleo urbano muy importante de la región del Collasuyo. Posteriormente durante la colonia se fundó el pueblo de San Pedro de Condo, lugar donde se construye el templo de San Pedro en el año 1570 y desde entonces Huari queda como una comunidad autónoma de la intendencia de La Plata.
Luego de la creación de la República de Bolívar, hoy Bolivia, la estructura territorial se organizó de modo que los pueblos de Huari y Condo quedan en jurisdicción del nuevo departamento de Oruro creado por Decreto Supremo del 5 de septiembre de 1826. Este decreto a su vez subdividía el departamento en tres provincias: Carangas, Oruro y Paria. A esta última provincia correspondía la sección municipal de Poopó a la cual correspondían los cantones de Poopó, Urmiri, Peñas, Challapata, Culta, Huari, Condo, Quillacas, Pampa Aullgas, Aroma y Salinas de Garci Mendoza. En el año 1880 se desarrolló en el pueblo de Huari la industria cervecera, que fue un precursor muy importante para el desarrollo de esta población.
El 16 de octubre de 1903 se crea la provincia de Abaroa con su capital Challapata y sus cantones de Huari, Condo, Culta, Lagunillas y Quillacas.
Ya en los años de la revolución agraria se consolida la creación del municipio de Santiago de Huari, con sus cantones de Huari, San Pedro de Condo y Quillacas; que luego se fraccionó de manera que se separa el cantón de Sevaruyo para Huari y Quillacas para Challapata. La razón principal para esta separación fue la feria semanal que se realizaba en la localidad de Huari, puesto que los que cobraban el centaje venían desde Challapata y se llevaban el dinero allí; por ello los pueblos de Huari y Condo se indignaron y promovieron la creación del municipio pero a pesar de ello con el transcurrir de los años la feria se movió a Challapata puesto que se alega que como capital esta debe prevalecer.
La usurpación de la feria y el cobro en beneficio solo de la capital de las regalías de la Cervecería de Huari serían los detonantes para que desde 1970 se inicie el proceso de creación de la provincia de Sebastián Pagador, que tras 14 años de constante amenaza y enfrantamiento por parte de la capital Challapata, se crea la nueva provincia de Sebastián Pagador. Se estableció, mediante la ley 625 del 16 de marzo de 1984, durante el gobierno de Hernán Siles Suazo, que su capital sea Santiago de Huari y sus cantones San Pedro de Condo, Urmiri de Quillacas, Sevaruyo, Lagunillas, Calacota, Guadalupe o Centro Yanaque y Cahuayo, separándose así de la provincia de Abaroa, a la que dividió en 2 partes, al norte Challapata que se quedó con la parte norte del excantón Condo y al sur el municipio de Quillacas al que pertenecía el cantón Sevaruyo.

## Geografía
La provincia se ubica en el sureste del departamento de Oruro, al oeste del país. Limita al norte, al este y al suroeste con la provincia de Abaroa, al sureste con el departamento de Potosí, y al oeste con las provincias de Sud Carangas y Ladislao Cabrera mediante límite hidrográfico sobre el lago Poopó.

## Demografía
De acuerdo con el censo boliviano de 2024, la población de la provincia de Sebastián Pagador es de 13 439 habitantes.
La población de la provincia ha aumentado en tres cuartas partes en las últimas tres décadas:
| Año  | Habitantes | Fuente |
| ---- | ---------- | ------ |
| 1992 | 7 712      | Censo  |
| 2001 | 10 221     | Censo  |
| 2012 | 13 153     | Censo  |
| 2024 | 13 439     | Censo  |

| Gráfica de evolución demográfica de la Provincia de Sebastián Pagador entre 1992 y 2012 |
|                                                                                         |
| Fuente: Instituto Nacional de Estadística de Bolivia                                    |